# ددریک بویاته
ددریک بویاته (به انگلیسی: Dedryck Boyata) (متولد۲۸ نوامبر ۱۹۹۰) در بلژیک است.وی درباشگاه فوتبال کلوب بروژ بازی می کند.